# Lake Tahoe (meer)
Lake Tahoe is een groot zoetwatermeer in de Sierra Nevada, op de grens tussen de Amerikaanse staten Californië en Nevada. Het is het grootste bergmeer en op een na diepste meer van de Verenigde Staten. Het diepblauwe meer is een trekpleister voor binnenlands toerisme.
Het bekken van Lake Tahoe werd gevormd door een geologische breuk, waardoor het land aan weerskanten omhoog kwam. In die slenk ontstond Lake Tahoe door schuivende gletsjers. Het meer is 490 km² groot, tot 501 meter diep en heeft een volume van 150 km³. Het wordt gevoed door tal van kleine bergstromen, maar heeft slechts een uitstroom, de Truckee. Het bekken van Lake Tahoe, kortweg Tahoe genoemd, is erg bosrijk en heeft een gematigd mediterraan klimaat.
De nomadische Washo-indianen woonden voor de Amerikaanse kolonisatie rond Lake Tahoe. Midden 19e eeuw ontdekten Amerikaanse pioniers het blauwe bergmeer. In de jaren 1840 en 50 braken in de omliggende bergen goud- en zilverkoortsen uit en werd Lake Tahoe een regionaal knooppunt. Het eerste vakantieoord werd in 1864 gesticht; in de loop van de 20e eeuw groeide Tahoe uit tot een populaire regionale bestemming. Begin 20e eeuw bouwden rijken er villa's en na de Tweede Wereldoorlog kwamen er casino's en wintersportgebieden zoals Squaw Valley en Heavenly. Sinds de jaren 1980 heerst er strengere ruimtelijke ordening. In de 21e eeuw telt de regio zo'n 55.000 permanente bewoners en blijft toerisme de belangrijkste economische activiteit.

## Geografie
Lake Tahoe is een groot, diep bergmeer op een hoogte van 1898 meter in de Sierra Nevada. Het meer is zo'n 35 km lang en 19 km breed. Het heeft 116 km waterkant en een oppervlakte van 490 km². Met een maximale diepte van 501 m is Lake Tahoe het op een na diepste meer in de Verenigde Staten, na Crater Lake in Oregon, dat 593 m diep is. Bovendien is Lake Tahoe het zestiende diepste meer in de wereld. Slechts vier meren hebben een grotere gemiddelde diepte.
Ongeveer twee derde van de oevers ligt in Californië. Het Californische deel van het meer valt onder Placer en El Dorado County, het deel aan de kant van Nevada behoort tot Carson City, Washoe en Douglas County. De grootste plaats aan het meer is South Lake Tahoe, dat deels in Californië en deels in Nevada ligt. Andere plaatsen rond het meer zijn Tahoe City, dat aan de noordwestkant ligt, en Stateline, dat ten oosten van South Lake Tahoe ligt. Delen van de oever in Californië liggen in staatsparken of zijn beschermd door de United States Forest Service. Er is één eilandje in het meer, Fannette Island, dat in de bij fotografen populaire Emerald Bay ligt.

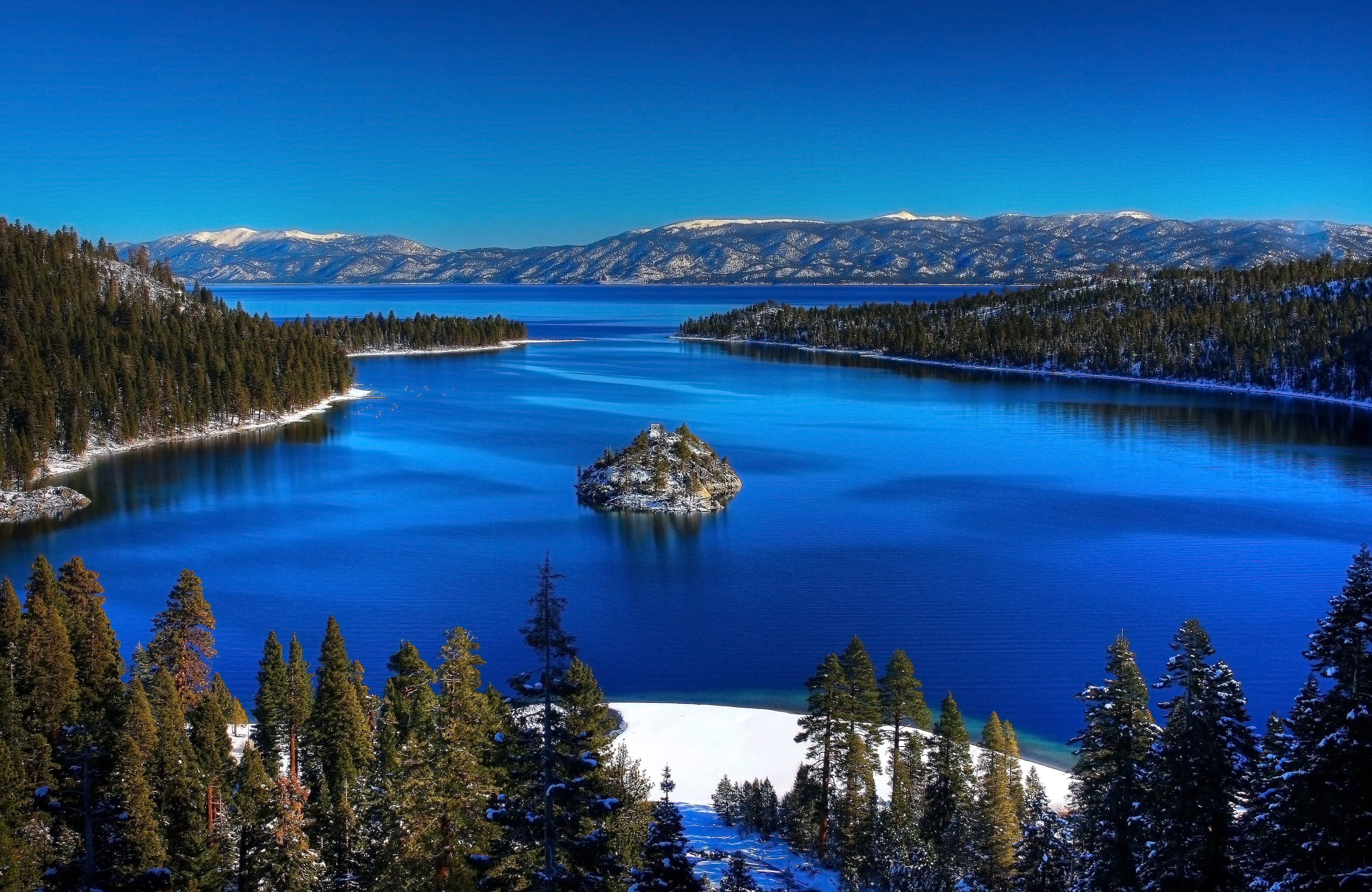
Emerald Bay met Fannette Island in het midden

Zowat de helft van het volume van Lake Tahoe is afkomstig van regen en sneeuw die rechtstreeks in het meer vallen. De andere helft bereikt Lake Tahoe dankzij 63 waterlopen. Het bekken is in totaal 1.310 km² groot. Het water verlaat het meer alleen via de rivier de Truckee, die uitmondt in Pyramid Lake in Nevada, in het Grote Bekken.

### Geologie
Het bekken werd gevormd door een geologische breuk van het type afschuiving. Aan weerskanten van het bekken werd het land opgehoogd. Zo ontstond de Carson Range in het oosten en de Sierra Nevada in het westen. De afgeschoven blokken creëerden een slenk of graben waar nu Lake Tahoe ligt.
Het huidige meer werd gevormd door gletsjers in de ijstijden die een miljoen jaar of langer geleden begonnen te schuiven.

### Klimaat
Tahoe heeft een gematigd mediterraan klimaat (Csb in de klimaatclassificatie van Köppen) tot gematigd mediterraan landklimaat (Dsb). Dat betekent dat de meeste neerslag in de milde tot koele winter valt en dat de andere seizoenen droog en warm, maar niet heet, zijn. In de hoger gelegen gebieden zijn de winters kouder en valt er vaker sneeuw. De meeste neerslag valt – in de vorm van sneeuw – tussen november en april. In de zomer kan Tahoe evenwel ook getroffen worden door stormen vanuit het Grote Bekken. Juli en augustus zijn de warmste maanden, met dagmaxima rond 25 °C en dagminima rond 6 à 7 °C in Tahoe City. In januari bedraagt het gemiddelde dagmaximum 3,7 °C. Vriestemperaturen zijn in elke maand mogelijk.

## Geschiedenis

### Inheemse bevolking
Voor de Europese kolonisatie van Amerika werd de oostflank van de noordelijke Sierra Nevada – van Honey Lake tot zo'n 25 km ten noorden van Mono Lake – bewoond door Washo-indianen. Ten oosten van Lake Tahoe leefden Paiutes en ten westen Nisenanstammen. Op basis van hun taal, een Hokantaal en geen Numische taal, wordt vermoed dat de Washo's er al langer leven dan de andere volken in de regio. Mogelijk gaat de Washocultuur terug op het Kings Beachcomplex (vanaf 500 v.Chr.), dat op zijn beurt mogelijk verwant is aan het Martiscomplex (2000 tot 500 v.Chr.). De Washocultuur wordt tot het cultuurgebied van het Grote Bekken gerekend, maar deelt – onder andere door handel over de Sierra Nevada – ook eigenschappen met Californische culturen.
Voor de Amerikaanse kolonisatie leidden de Washo's een nomadisch bestaan en leefden ze van jacht, visvangst en het verzamelen van plantaardige voedselbronnen in het soms erg droge berggebied. Terwijl ze 's winters in het hooggebergte of in de bovenvalleien van de rivieren Walker, Carson en Truckee verbleven, verzamelden ze zich in de lente en zomer aan Lake Tahoe om er voedsel te vergaren. Lake Tahoe, dat zij dewʔá:gaʔa noemden, vormde het economische en spirituele hart van hun leefgebied. Van de Washo naam voor het meer is ook de huidige Engelse naam afgeleid.

### Ontdekking door Europese Amerikanen
John Charles Frémont zag het meer als eerste Europeaan, tijdens diens tweede verkennende expeditie, op 14 februari 1844. John Calhoun Johnson, een ontdekkingsreiziger in de Sierra Nevada, gaf het meer de naam "Lake Bigler", naar de derde gouverneur van Californië, John Bigler. In 1862 gaf het Amerikaanse Minister van Binnenlandse Zaken het meer de naam Tahoe. Pas in 1945 werd het meer officieel en definitief Lake Tahoe genoemd.

### Californische goldrush
Toen er in 1848 goud werd gevonden in de American River, kwamen er duizenden goudzoekers hun geluk beproeven in het westen. Zij passeerden het bekken van Lake Tahoe op hun weg naar de goudmijnen. In 1858 werd de Comstock Lode ontdekt, een zilvermijn op slechts 24 km van Virginia City. Houtkap in het bekken van Lake Tahoe moest de mijnen van voldoende hout voorzien om de mijnschachten te stutten. In dertig jaar tijd werden bijna alle oude bossen in het bekken gekapt.

### Opkomend toerisme en natuurbescherming

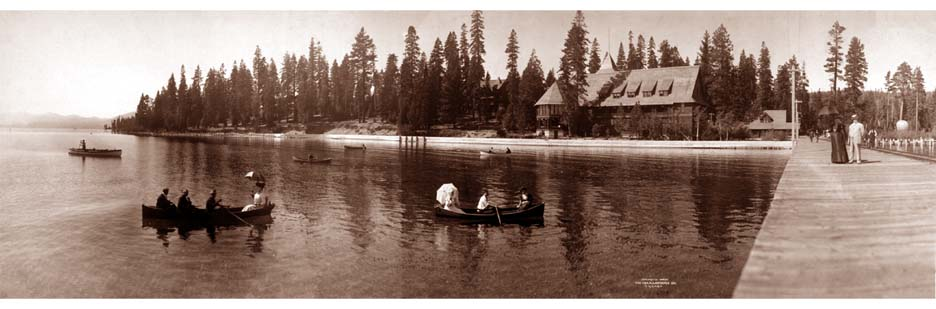
Een hotel aan Lake Tahoe in 1908

Wanneer Tahoe City in 1864 aan de oevers van Lake Tahoe werd opgericht als een vakantieverblijf voor de inwoners van Virginia City, was dat de eerste erkenning van de mogelijkheden om van Tahoe een vakantiebestemming te maken. De publieke appreciatie voor het meer groeide sterk in de periode die daarop volgde. In 1912-1913 en 1918 heeft het Amerikaans Congres, zonder succes, van het gebied een nationaal park willen maken. Pogingen van burgers om het Congres te overtuigen om het bekken toch te erkennen, faalden steeds, vooral omdat er al zoveel bewoning en ingrijpende bouwprojecten waren rond het meer.

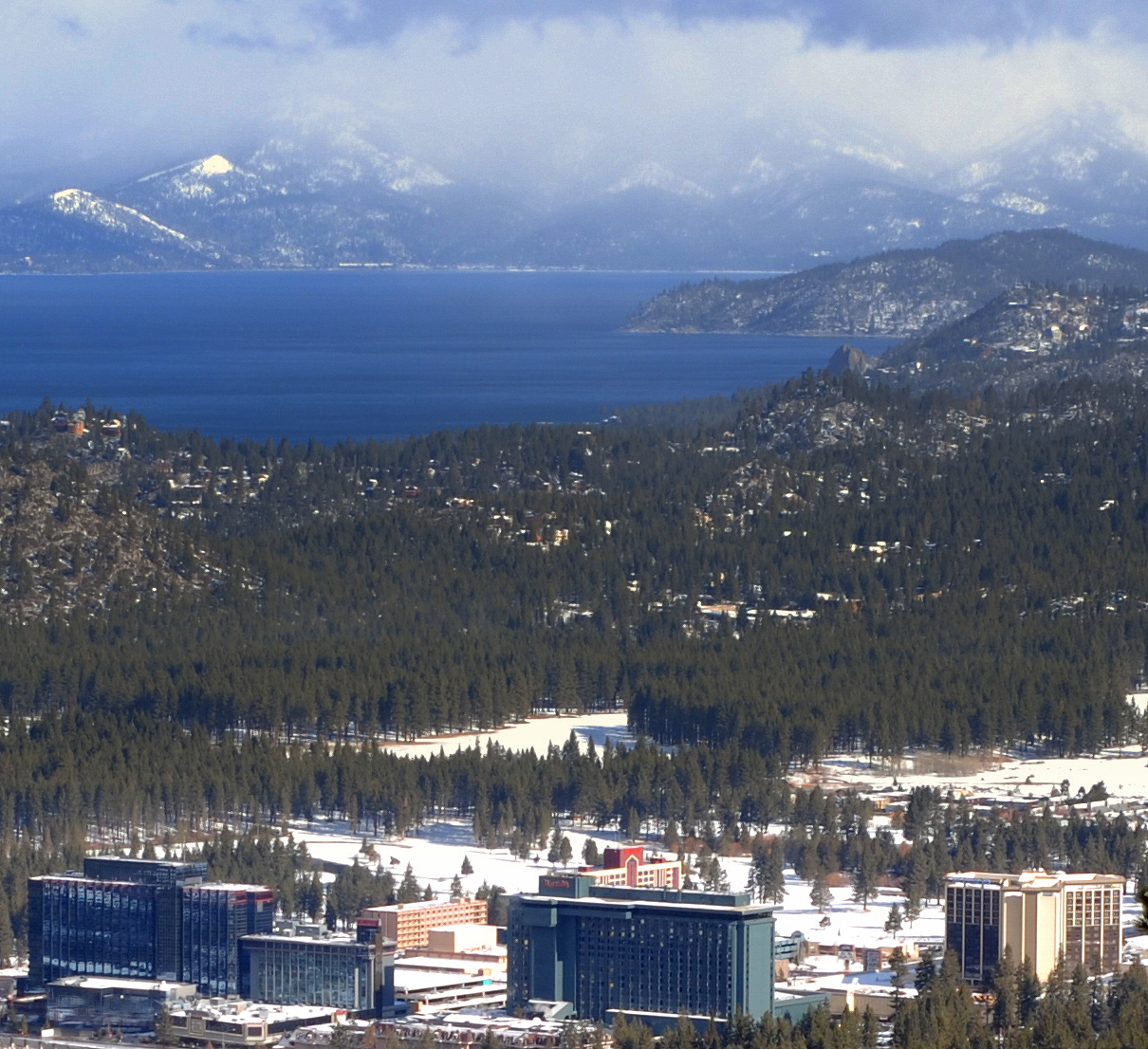
Casino's in Stateline

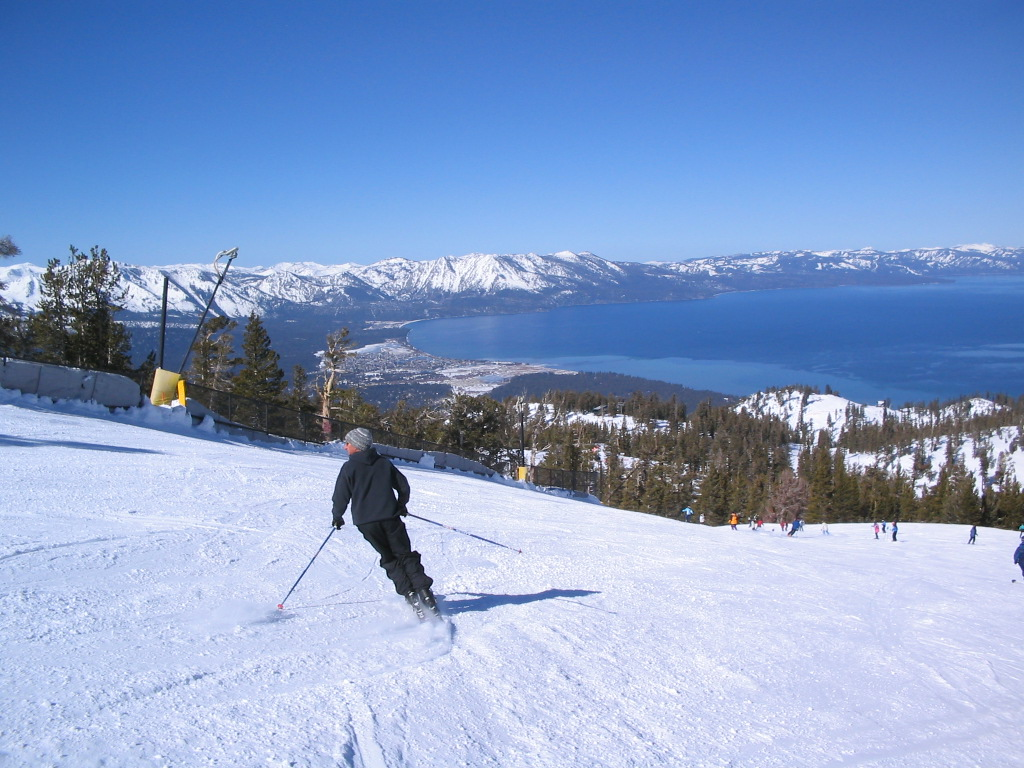
Skiën in Heavenly Mountain Resort met zicht op het lager gelegen meer

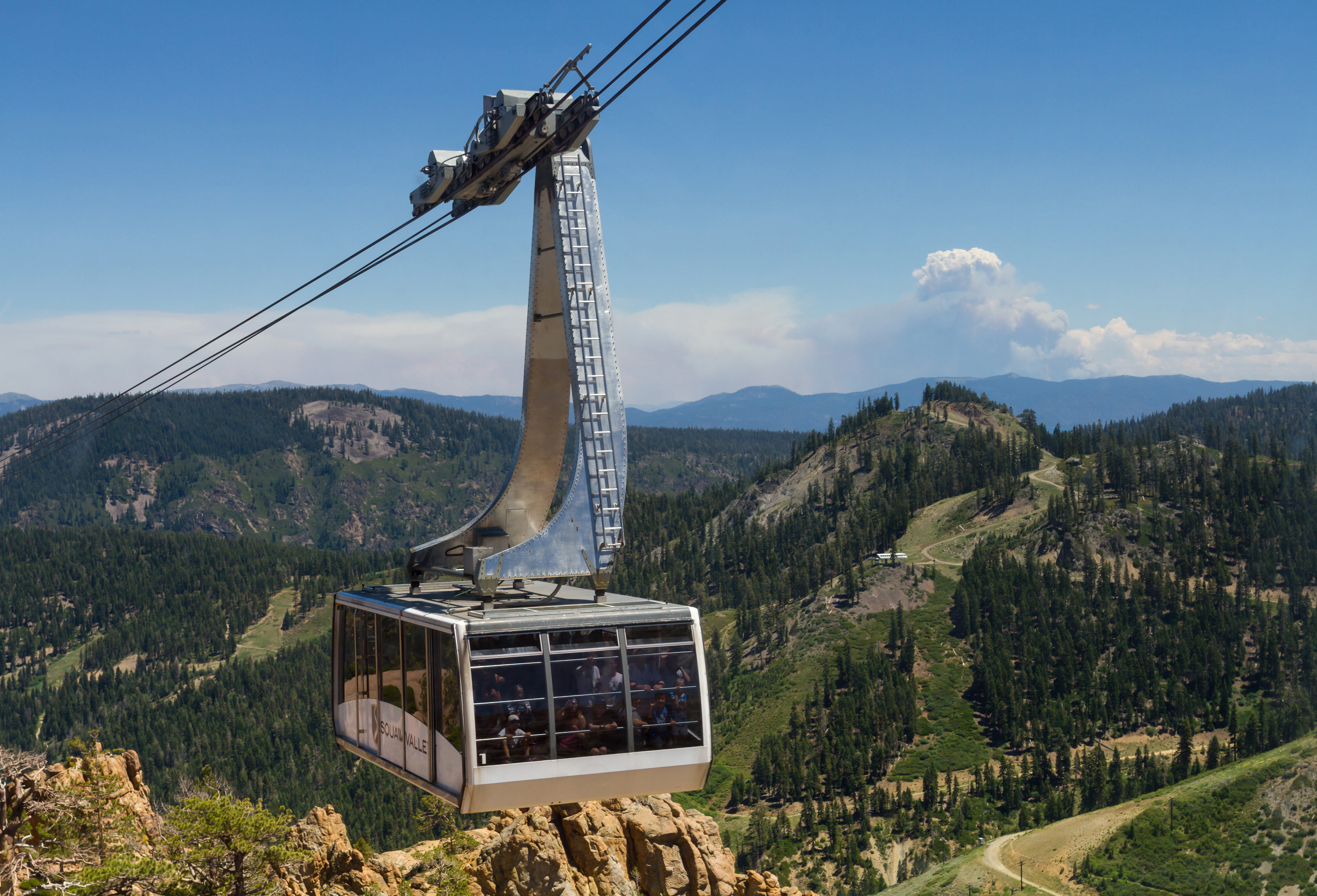
Gondellift in Squaw Valley tijdens de zomer

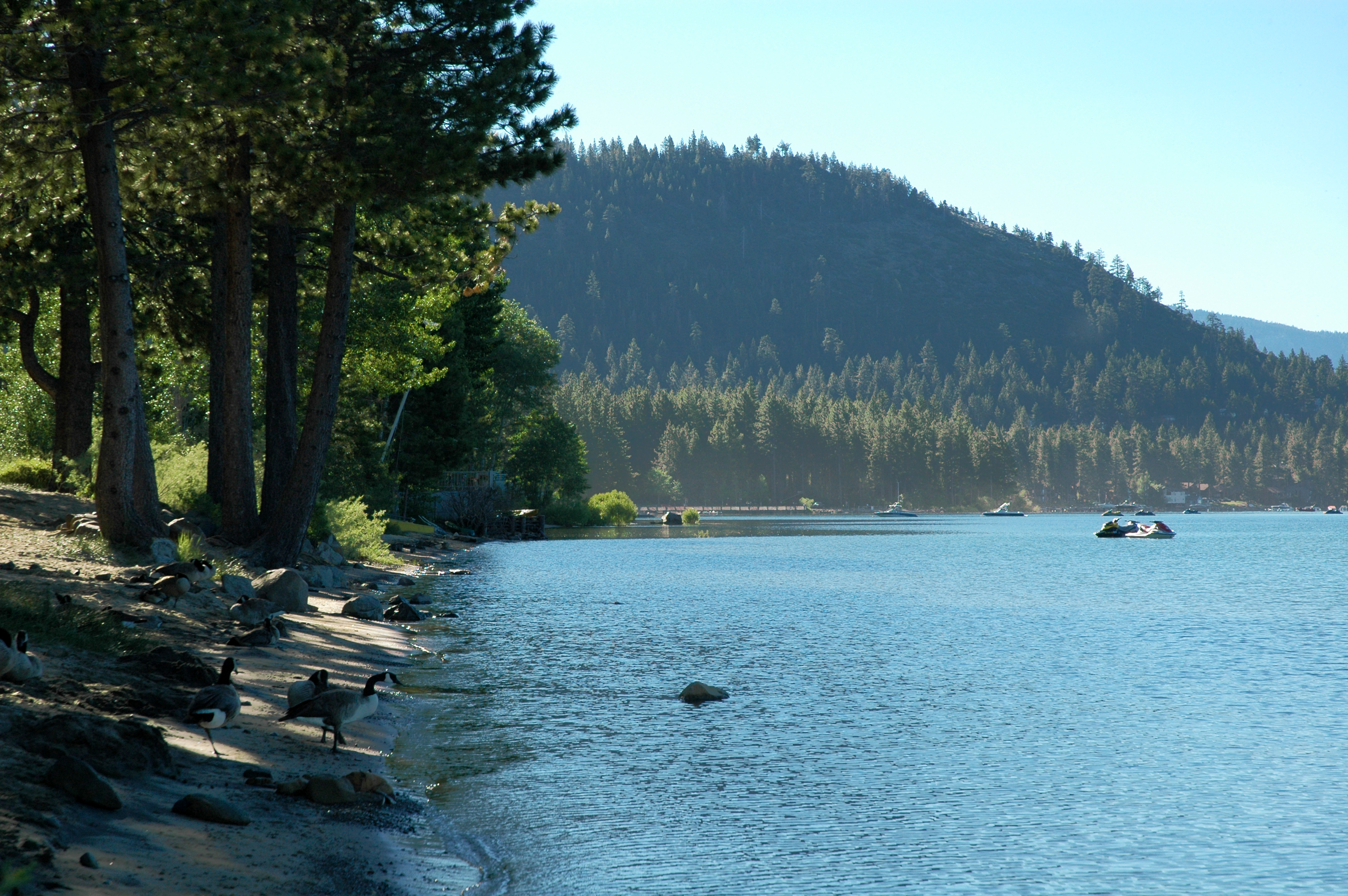
Noordelijke oever in Tahoe Vista

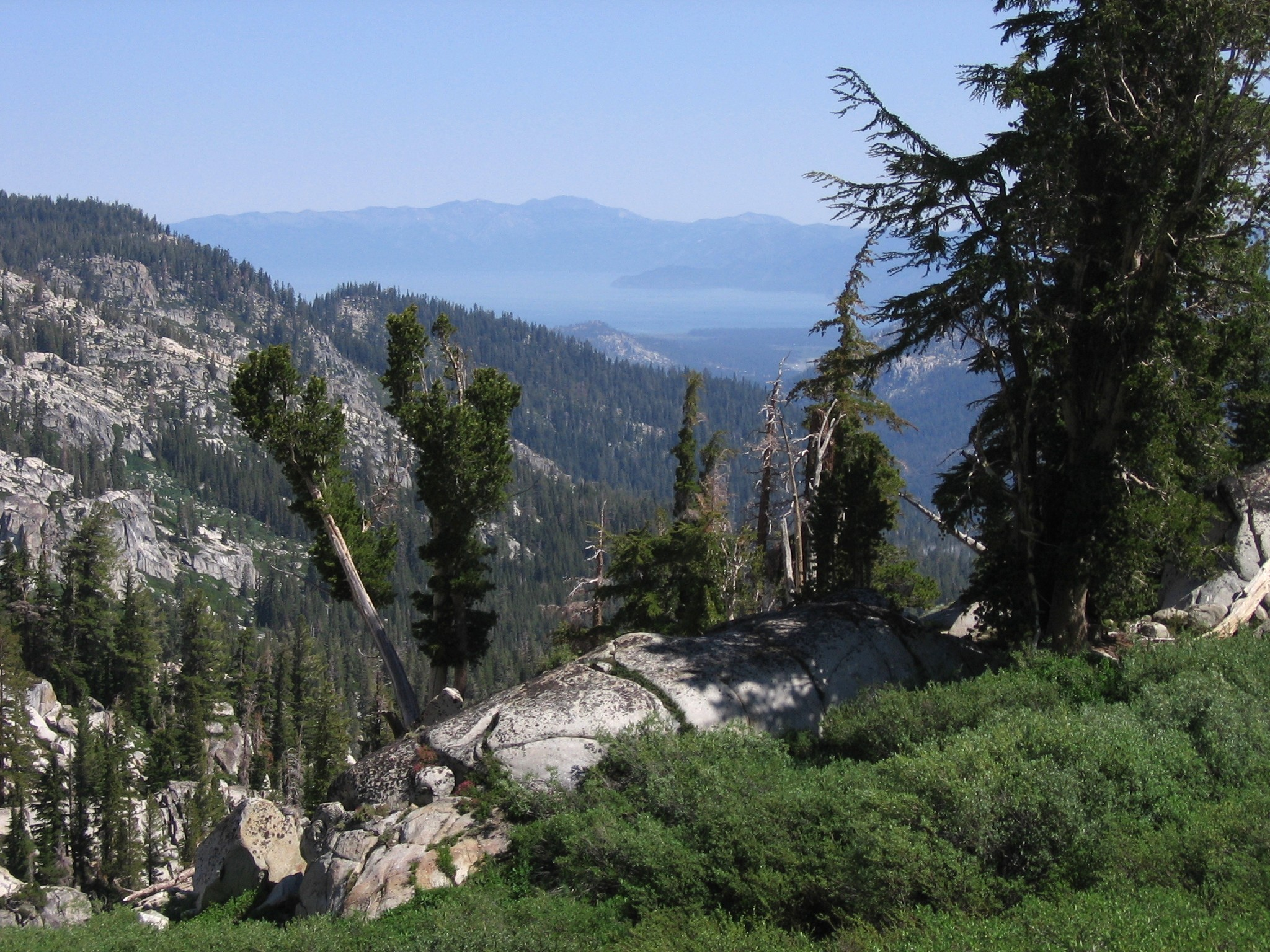
Lake Tahoe (in de verte) gezien vanaf het Tahoe Rim Trail bij Showers Lake

In 1913 werd er een dam gebouwd op de enige uitloop van het meer, de rivier de Truckee. Die dam zorgt voor een gecontroleerd waterpeil op het meer.

### 20e eeuw
In het begin van de 20e eeuw zijn er een aantal vakantiewoningen rond het meer gebouwd. Door de bevolkingsgroei en de bouwwoede na de Tweede Wereldoorlog nam de ontwikkeling van de regio dramatisch toe. Zo werden er verschillende casino's gebouwd aan de kant van Nevada. Met het oog op de ontsluiting van Squaw Valley voor de Olympische Winterspelen van 1960 werd de verbinding van de Interstate 80 voltooid. De permanente bevolking steeg van 10.000 in 1960 naar meer dan 50.000 twintig jaar later. In de zomers woonden er zelfs 90.000 mensen aan het meer. Sinds de jaren 80 is de groei en bouw vertraagd door strenger landbeheer.

## Toerisme
De streek rond het meer staat grotendeels in het teken van toeristische activiteiten. Voor de bezoekers zijn er veel restaurants, skigebieden, golfbanen en casino's. Veruit de meeste bezoekers zijn afkomstig uit Californië, gevolgd door Nevada en enkele andere staten. Naar schatting 5% van de zomertoeristen zijn buitenlanders. Terwijl plaatsen als San Francisco, Yosemite National Park en Death Valley National Park veel internationale bezoekers aantrekken, is Lake Tahoe vooral een populaire zomer- en winterbestemming voor bezoekers uit de wijde omgeving.

### Wintersport
Tijdens het skiseizoen komen duizenden mensen vanuit Nevada en Californië, onder andere van Reno, Las Vegas, Los Angeles, San Diego en Sacramento, naar de skigebieden rond Lake Tahoe. De meeste skigebieden liggen aan de noordkant van het meer, bij Truckee en Reno. Heavenly Mountain Resort, bij Stateline in het zuiden, is het grootste wintersportgebied van Californië en Nevada en trok in 2008-09 bijna 900.000 bezoekers, waarmee het op nummer acht stond in de Verenigde Staten. Palisades Tahoe is het tweede grootste skigebied en is beroemd als de plaats waar de Olympische Winterspelen 1960 plaatsvonden. Andere grote wintersportgebieden zijn Northstar California, Kirkwood Mountain Resort, Sierra-at-Tahoe, Sugar Bowl Ski Resort, Homewood Mountain Resort en Mount Rose Ski Tahoe. Er zijn ook sleeparken. Lake Tahoe staat, behalve om zijn indrukwekkende panorama's, ook bekend om z'n sneeuwstormen. In de winters van 2013-14 en 2014-15 zagen de wintersportgebieden van Californië en Nevada de bezoekerscijfers ingrijpend dalen ten gevolge van de aanhoudende droogte.

### Watersport
Vanaf de late lente tot de vroege herfst is het meer een populaire bestemming voor strandliefhebbers en watersporters. Vooral South Lake Tahoe en Stateline worden geassocieerd met dit toerisme, maar ook aan de noordkust, bijvoorbeeld in Kings Beach, zijn er toeristische centra. Populaire activiteiten zijn parasailing, jetski en peddelen met de kano of kajak. Er zijn verhuurlocaties rondom het meer. Pleziervaarten behoren tot een van de topactiviteiten in de zomer. Er worden onder andere zeilraces gehouden op Lake Tahoe. Scubaduiken is eveneens populair. Door de hoogte van het meer wordt duiken in Lake Tahoe als moeilijk ervaren. Er is een verhoogd risico op de caisson- of duikersziekte.

### Wandelen en fietsen
Er zijn honderden wandel- en fietspaden rond het meer. Ze variëren in lengte, moeilijkheid en populariteit. Een van de beroemdste is het Tahoe Rim Trail, een pad van 270 km dat helemaal rondom het meer loopt. Er zijn ook verschillende aparte geplaveide fietspaden.
Bovendien ligt de Granite Chief Wilderness, een omvangrijk wildernisgebied, net ten westen van Lake Tahoe. Daar is veel mogelijkheid tot wandelen en kamperen in de wildernis. Desolation Wilderness in het zuiden is nog zo'n populaire wandelbestemming.

### Goktoerisme
Gokken is legaal aan de kant van Nevada. Er zijn casino's aan de zuidkust in Stateline en aan de noordkust in Crystal Bay en Incline Village.

## In de media
De populaire westernserie Bonanza uit de jaren 60 draaide rond de familie Cartwright met een enorme ranch aan de Nevadakant van Lake Tahoe, Ponderosa Ranch. Van 1967 tot 2004 bestond er een pretpark met dezelfde naam in Incline Village, met een replica van de woning uit de televisieserie. Er werden vijftien afleveringen van Bonanza opgenomen op het domein.
In de geprezen speelfilm The Godfather Part II (1974) woont de familie Corleone in een landgoed aan het meer in Nevada. In de laatste scènes van de film wordt Fredo Corleone meegenomen in een bootje voor een tochtje op het meer, waar hij dan wegens verraad en op vraag van zijn broer Michael Corleone vermoord wordt. De scènes werden eigenlijk op het zomerlandgoed van de zakenman Henry J. Kaiser gefilmd, La Fleur du Lac, aan de Californische zijde.
Andere films die op en rond Lake Tahoe werden opgenomen zijn Rose-Marie (1936), The Deep End (2001) en Smokin' Aces (2007).